# Радужный губан
Радужный губан (лат.  Labrus bergylta) — вид лучепёрых рыб семейства губановых. Распространён в северо-восточной части Атлантического океана от Норвегии до Марокко, включая прибрежные воды архипелага Мадейра, Азорских и Канарских островов. Обитает на глубине от 1 до 50 м. Достигает длины 65,9 см и массы 4,4 кг .

## Описание
Массивное тела радужных губанов покрыто крупной циклоидной чешуёй. Рот маленький с толстыми выступающими вперёд губами. Зубы конические, имеются мощные глоточные зубы. Длинный спинной плавник достигает хвостового стебля. Хвостовой плавник закруглённый. 
Окраска тела варьируется от красноватой и коричневатой до зеленоватой с мелкими белыми пятнами или нерегулярными крупными вертикальными полосами по бокам. Брюхо светлое. Молодь часто окрашена в яркий изумрудно-зелёный цвет. Самки и самцы не различаются по окраске и внешним признакам.
Достигают длины 66 см и массы 4,4 кг, однако особи длиной более 30 см встречаются редко.

## Биология

### Размножение и жизненный цикл
Радужные губаны являются протогиническими гермафродитами, все особи рождаются самками, а инверсия пола у части самок происходит в возрасте 5—14 лет. Самый молодой функциональный самец был в возрасте 6 лет. Самки также достигают половозрелости в возрасте 6 лет.
Нерест в восточной части Атлантического океана с января по апрель.
Самцы строят гнездо из водорослей в расселинах скал. В каждое гнездо откладывают икру одна или несколько самок. Плодовитость до 50 тыс. икринок. Икра сферической формы, диаметром около 1 мм, клейкая. При 10,5°С продолжительность эмбрионального развития составляет 170 часов, а при 16,5°С — 96 часов. Самец охраняет гнездо до вылупления личинок. Длина личинок после вылуплении в среднем 3,6 мм .

### Питание
Радужные губаны являются всеядными рыбами. Основу рациона составляют декаподы и двустворчатые моллюски. В желудках также часто, но в меньшем количестве обнаружены брюхоногие и водоросли. Особи крупнее 20 см потребляют больше двустворчатых по сравнению с мелкими особями. Отмечено повышение разнообразия потребляемой пищи в нерестовый сезон .